# Jiangsu 2500
Der Jiangsu 2500 ist ein seit Mitte der 2000er Jahre gebauter Bautyp von Containermotorschiffen der Werft Jiangsu Yangzijiang Shipyard Company in Jiangyin.

## Technik
Der Schiffstyp Jiangsu 2500 ist als Vollcontainerschiff mit achtern angeordnetem Deckshaus und eigenem Ladegeschirr ausgelegt. Er verfügt über fünf 
Laderäume mit einem Rauminhalt von insgesamt 47.486,4 m3, die mit Pontonlukendeckeln verschlossen werden. Das Ladegeschirr besteht aus drei mittschiffs angeordneten 45-Tonnen-elektrohydraulischen NMF-Schiffskranen. Die Schiffe sind für den Transport gefährlicher Ladung eingerichtet und besitzen eine Containerstellplatzkapazität von maximal 2546 TEU. Bei einer homogenen Beladung mit 14 Tonnen schweren Containern beträgt die Kapazität rund 1900 TEU. Es stehen abhängig von der bauvariante zwischen 400 und 536 Anschlüsse für Kühlcontainer zur Verfügung.
Der Antrieb der Schiffe besteht aus einem Zweitakt-Dieselmotor mit etwa 21.500 kW Leistung, der direkt auf einen Festpropeller wirkt. Es wurden Hauptmotoren der Typen MAN B&W 6K80ME-C (21.660 kW) und Sulzer 7 RT-FLEX 68 BD (21.490 kW) verbaut. Die Schiffe erreichen eine Geschwindigkeit von etwa 22 Knoten. Weiterhin stehen drei Hilfsdiesel und ein Notdiesel zur Verfügung. Die An- und Ablegemanöver werden durch ein Bugstrahlruder unterstützt.

## Kaperung derPomerenia Sky
Am 27. Oktober 2018 nahmen Piraten etwa 60 Seemeilen vor der Hafeneinfahrt von Bonny elf Besatzungsmitglieder der Pomerenia Sky als Geiseln. Das Schiff befand sich auf dem Weg von Luanda nach Onne. Neun Besatzungsmitglieder verblieben an Bord und steuerten das Schiff nach dem Überfall in sichere Gewässer. Die entführten Seeleute wurden im Dezember 2018 wieder freigelassen.

## Übersicht
| Typ-Jiangsu-2500-Schiffe (Auswahl) | Typ-Jiangsu-2500-Schiffe (Auswahl) | Typ-Jiangsu-2500-Schiffe (Auswahl) | Typ-Jiangsu-2500-Schiffe (Auswahl) | Typ-Jiangsu-2500-Schiffe (Auswahl)                       | Typ-Jiangsu-2500-Schiffe (Auswahl)                                                  |
| Bauname                            | Baunummer                          | IMO- Nummer                        | Ablieferung                        | Auftraggeber                                             | Umbenennungen und Verbleib                                                          |
| ---------------------------------- | ---------------------------------- | ---------------------------------- | ---------------------------------- | -------------------------------------------------------- | ----------------------------------------------------------------------------------- |
| Hammonia Palatium                  | YZJ2004-680C                       | 9336165                            | November 2006                      | Peter Döhle Schiffahrtsgesellschaft, Hamburg             | 2007 CCNI Ningbo, 2009 Hammonia Palatium, 2009 MOL Stability, 2011 Emirates Zambezi |
| Hammonia Berolina                  | YZJ2004-681C                       | 9336177                            | März 2007                          | Peter Döhle Schiffahrtsgesellschaft, Hamburg             | -                                                                                   |
| Independent Pursuit                | YZJ2004-682C                       | 9336189                            | Juni 2007                          | Peter Döhle Schiffahrtsgesellschaft, Hamburg             | 2007 Hammonia Fortuna, 2011 Independent Pursuit                                     |
| Independent Spirit                 | YZJ2004-683C                       | 9336191                            | August 2007                        | Peter Döhle Schiffahrtsgesellschaft, Hamburg             | 2007 Hammonia Pacificum, 2015 Independent Spirit                                    |
| CCNI Busan                         | YZJ2004-688C                       | 9339583                            | 29. November 2007                  | Peter Döhle Schiffahrtsgesellschaft, Hamburg             | 2009 Hammonia Pomerenia, 2015 Pomerenia Sky, so in Fahrt.                           |
| TS Korea                           | YZJ2004-689C                       | 9339595                            | Februar 2008                       | Peter Döhle Schiffahrtsgesellschaft, Hamburg             | Artemis                                                                             |
| Westwood Fraser                    | YZJ2005-710C                       | 9376141                            | Februar 2008                       | Rudolf Schepers Schiffahrtsgesellschaft, Bad Zwischenahn | 2008 TS Pusan, 2004 Johannes-S., 2015 Westwood Fraser                               |
| Anna S.                            | YZJ2005-711C                       | 9383223                            | März 2008                          | Rudolf Schepers Schiffahrtsgesellschaft, Bad Zwischenahn | 2008 Emirates Norika, 2008 TS Jakarta, 2013 Anna-S, 2013 Anna-S.                    |
| CSCL Panama                        | YZJ2005-696C                       | 9385972                            | Mai 2008                           | Seaspan Corporation, Vancouver                           | So in Fahrt                                                                         |
| Hammonia Holsatia                  | YZJ2005-712C                       | 9383235                            | Mai 2008                           | Peter Döhle Schiffahrtsgesellschaft, Hamburg             | 2008 Hyundai Qingdao, 2009 APL Qingdao, 2010 TS Qingdao, 2013 Westwood Robson       |
| Hammonia Teutonica                 | YZJ2005-713C                       | 9383247                            | Juni 2008                          | Peter Döhle Schiffahrtsgesellschaft, Hamburg             | 2008 MOL Serenity, 2011 Hammonia Teutonica                                          |
| Apollon D                          | YZJ2004-690C                       | 9360697                            | Juli 2008                          | Peter Döhle Schiffahrtsgesellschaft, Hamburg             | -                                                                                   |
| CSCL Sao Paulo                     | YZJ2006-717C                       | 9385996                            | August 2008                        | Seaspan Corporation, Vancouver                           | So in Fahrt                                                                         |
| CSCL Montevideo                    | YZJ2006-716C                       | 9385984                            | September 2008                     | Seaspan Corporation, Vancouver                           | So in Fahrt                                                                         |
| Hammonia Massilia                  | YZJ2005-715C                       | 9383261                            | Oktober 2008                       | Peter Döhle Schiffahrtsgesellschaft, Hamburg             | 2008 TS India, 2010 Hammonia Massilia                                               |
| CSCL Lima                          | YZJ2006-718C                       | 9386005                            | Oktober 2008                       | Seaspan Corporation, Vancouver                           | So in Fahrt                                                                         |
| CSCL Santiago                      | YZJ2006-719C                       | 9386017                            | November 2008                      | Seaspan Corporation, Vancouver                           | So in Fahrt                                                                         |
| CSCL San Jose                      | YZJ2006-720C                       | 9402615                            | November 2008                      | Seaspan Corporation, Vancouver                           | So in Fahrt                                                                         |
| Hammonia Bavaria                   | YZJ2004-691C                       | 9376012                            | Januar 2009                        | Peter Döhle Schiffahrtsgesellschaft, Hamburg             | -                                                                                   |
| Hammonia Roma                      | YZJ2005-714C                       | 9383259                            | Januar 2009                        | Peter Döhle Schiffahrtsgesellschaft, Hamburg             | 2009 TS Malaysia, 2010 Hammonia Roma                                                |
| CSCL Callao                        | YZJ2006-721C                       | 9402627                            | April 2009                         | Seaspan Corporation, Vancouver                           | So in Fahrt                                                                         |
| Ada S                              | YZJ2006-731C                       | 9429314                            | Juni 2009                          | Rudolf Schepers Schiffahrtsgesellschaft, Bad Zwischenahn | 2015 Spectrum N                                                                     |
| CSCL Manzanillo                    | YZJ2006-722C                       | 9402639                            | September 2009                     | Seaspan Corporation, Vancouver                           | So in Fahrt                                                                         |
| Maria Katharina S                  | YZJ2006-732C                       | 9429326                            | Januar 2010                        | Rudolf Schepers Schiffahrtsgesellschaft, Bad Zwischenahn | -                                                                                   |
| Guayaquil Bridge                   | YZJ2007-771C                       | 9402641                            | März 2010                          | Seaspan Corporation, Vancouver                           | -                                                                                   |
| Calicanto Bridge                   | YZJ2007-772C                       | 9435038                            | Mai 2010                           | Seaspan Corporation, Vancouver                           | -                                                                                   |
| Erato                              | YZJ2007-815                        | 9472103                            | Mai 2010                           | Goldenport Shipmanagement, Athen                         | -                                                                                   |
| Beethoven                          | YZJ2007-818                        | 9506382                            | Juni 2012                          | MPC Steamship, Hamburg                                   | 2012 Rio Anna, 2013 Beethoven                                                       |
| Balao                              | YZJ2010-958                        | 9603594                            | April 2013                         | Klaveness Shipmanagement, Oslo                           | -                                                                                   |
| Ballentina                         | YZJ2010-959                        | 9603609                            | Juli 2013                          | Klaveness Shipmanagement, Oslo                           | -                                                                                   |
| Balsa                              | YZJ2010-960                        | 9603611                            | September 2013                     | Klaveness Shipmanagement, Oslo                           | -                                                                                   |
| Baleares                           | YZJ2007-820                        | 9506394                            | Januar 2014                        | Klaveness Shipmanagement, Oslo                           | -                                                                                   |
| Bardu                              | YZJ2007-817                        | 9504592                            | März 2014                          | Klaveness Shipmanagement, Oslo                           | 2014 Jacob Schulte, 2014 Bardu                                                      |
| Julius Schulte                     | YZJ2007-819                        | 9504607                            | März 2014                          | Reederei Thomas Schulte, Hamburg                         | 2014 Banak                                                                          |